# Gheorghe Dogărescu
Gheorghe Dogărescu   (Viziru, 15 de maig de 1960 - 18 d'agost de 2020) fou un jugador d'handbol romanès, que va participar en els Jocs Olímpics d'Estiu de 1984.
A Los Angeles 1984 fou membre de l'equip romanès que va guanyar la medalla de bronze. Hi va jugar tres partits.